# Artikel 33 des Grundgesetzes für die Bundesrepublik Deutschland
Artikel 33 des Grundgesetzes für die Bundesrepublik Deutschland zählt zum zweiten Abschnitt des Grundgesetzes (GG), der die strukturellen Grundlagen von Bund und Ländern regelt. Die Vorschrift bestimmt die Grundlagen des deutschen Beamtenrechts und enthält mehrere Gewährleistungen, von denen die meisten einem bestimmten Personenkreis ein subjektives Recht verleihen. Dessen Verletzung kann gemäß Art. 94 Absatz 1 Nummer 4a GG mit der Verfassungsbeschwerde vor dem Bundesverfassungsgericht gerügt werden. Damit handelt es sich bei Art. 33 GG um ein grundrechtsgleiches Recht.
Art. 33 Absatz 1 und 3 GG enthalten Gleichbehandlungsgebote: Art. 33 Absatz 1 GG garantiert die staatsbürgerliche Gleichheit in jedem Bundesland. Gemäß Art. 33 Absatz 3 GG ist eine Benachteiligung aus Gründen der Religion oder Weltanschauung unzulässig.
Art. 33 Absatz 2 regelt den Zugang zu öffentlichen Ämtern. Dieser richtet sich grundsätzlich ausschließlich nach Eignung, fachlicher Leistung und Befähigung der Bewerber.
Weiterhin enthält die Norm grundlegende Aussagen über das Berufsbeamtentum. Art. 33 Absatz 4 GG bestimmt, dass die Ausübung hoheitlicher Befugnisse im Regelfall durch Beamte, Richter und Soldaten erfolgt. Art. 33 Absatz 5 GG verpflichtet den Staat, das Beamtenrecht unter Berücksichtigung der hergebrachten Grundsätze des Berufsbeamtentums zu regeln und fortzuentwickeln.

## Normierung
Art. 33 GG lautet seit seiner letzten Veränderung vom 1. September 2006 wie folgt:
(2) Jeder Deutsche hat nach seiner Eignung, Befähigung und fachlichen Leistung gleichen Zugang zu jedem öffentlichen Amte.
(3) Der Genuß bürgerlicher und staatsbürgerlicher Rechte, die Zulassung zu öffentlichen Ämtern sowie die im öffentlichen Dienste erworbenen Rechte sind unabhängig von dem religiösen Bekenntnis. Niemandem darf aus seiner Zugehörigkeit oder Nichtzugehörigkeit zu einem Bekenntnisse oder einer Weltanschauung ein Nachteil erwachsen.
(4) Die Ausübung hoheitsrechtlicher Befugnisse ist als ständige Aufgabe in der Regel Angehörigen des öffentlichen Dienstes zu übertragen, die in einem öffentlich-rechtlichen Dienst- und Treueverhältnis stehen.

## Entstehungsgeschichte
Die Regelungsziele des Art. 33 GG beruhen auf unterschiedlichen historischen Entwicklungen.

### Garantie der staatsbürgerlichen Gleichheit
Art. 33 Absatz 1 GG garantiert die staatsbürgerliche Gleichheit. Eine vergleichbare Gewährleistung enthielt bereits die Paulskirchenverfassung (PKV) von 1849. Gemäß § 132 PKV durfte jeder Deutsche seine staatsbürgerlichen Rechte in jedem Land ausüben. § 134 PKV verpflichtete Hoheitsträger darüber hinaus, alle Deutschen rechtlich gleich zu behandeln. Die Paulskirchenverfassung erlangte allerdings aufgrund des Widerstands zahlreicher deutscher Staaten keine Rechtsverbindlichkeit. Die Bismarcksche Reichsverfassung von 1871 enthielt keine solche Gewährleistung, sah allerdings in ihrem Art. 3 ein gemeinsames Indigenat vor. Hiernach galt jeder als Bürger des Deutschen Kaiserreichs, der einem Bundesstaat angehörte. Infolgedessen musste er in den übrigen deutschen Bundesstaaten als Inländer behandelt werden. Die Weimarer Verfassung (WRV) von 1919 gewährleistete demgegenüber in ihrem Art. 110 Absatz 2 die Gleichberechtigung aller Deutschen im Hinblick auf ihre staatsbürgerlichen Rechte. An diese Bestimmung knüpft Art. 33 Absatz 1 GG an.

### Zugang zu öffentlichen Ämtern
Das in Art. 33 Absatz 2 GG festgehaltene Leistungsprinzip wurzelt in den Verfassungen einiger süddeutscher Staaten. Die Normierung dieses Prinzips sollte verhindern, dass Adlige oder Wohlhabende aufgrund ihrer Stellung bei der Vergabe öffentlicher Ämter bevorzugt werden. Gemeinsam mit Art. 33 Absatz 1 GG wollte der Parlamentarische Rat, der zwischen 1948 und 1949 das Grundgesetz erarbeitete, diese Bestimmungen ursprünglich in den Abschnitt über die Grundrechte einfügen. Später wurden sie jedoch in den Abschnitt über die allgemeinen Staatsstrukturbestimmungen aufgenommen, in dem sich weitere Regelungen mit Bezug zum öffentlichen Dienst befanden.
Art. 33 Absatz 3 GG bezweckt den Schutz vor religiöser und weltanschaulicher Benachteiligung bei der Vergabe öffentlicher Ämter. Die Norm beruht auf dem weitgehend identisch formulierten Art. 136 Absatz 2 WRV.

### Stellung des Berufsbeamtentums
Art. 33 Absatz 4, 5 GG schützt das Berufsbeamtentum vor willkürlicher Einflussnahme durch die Staatsführung. Dies bezweckt die Sicherung der Unabhängigkeit der Staatsbeamten und damit die Förderung der Gewaltenteilung. Regelungen, die diesen Schutzgedanken verfolgten, entstanden in zahlreichen deutschen Staaten im 19. Jahrhundert. Im Kaiserreich wurden diese durch das Gesetz über die Reichsbeamtenverhältnisse aufgegriffen.
Gemäß Art. 33 Absatz 4 müssen hoheitliche Befugnisse im Regelfall durch Beamte ausgeübt werden. Der Parlamentarische Rat wollte hierdurch sicherstellen, dass wesentliche Staatsaufgaben von Beamten erfüllt werden, der Staat jedoch ausnahmsweise auch andere Personen hiermit beauftragen kann.

### Änderungen
Im Rahmen der Föderalismusreform von 2006 erfolgte die bislang einzige Änderung an Art. 33 GG. Diese betraf den Schutz der Grundsätze des Berufsbeamtentums durch Art. 33 Absatz 5 GG. Neben der Wahrung dieser Grundsätze erhielt der Gesetzgeber zusätzlich den Auftrag, diese fortzuentwickeln. Der verfassungsändernde Gesetzgeber wollte die Notwendigkeit einer Modernisierung und Anpassung des öffentlichen Dienstrechts an sich ändernde Rahmenbedingungen hervorheben. Der Beschluss des Zweiten Senats des Bundesverfassungsgerichts vom 20. März 2007 dürfte belegen, dass die Bedeutung der Gesetzesänderung von der Senatsmehrheit und der abweichenden Meinung unterschiedlich verstanden wurde.

## Staatsbürgerliche Rechte und Pflichten, Art. 33 Absatz 1 GG
Gemäß Art. 33 Absatz 1 GG hat jeder Deutsche in jedem Bundesland die gleichen staatsbürgerlichen Rechte und Pflichten. Hiernach ist es Hoheitsträgern verboten, aus Gründen der Landesherkunft zu diskriminieren. Diese Bestimmung stellt gemäß Art. 93 Absatz 1 Nummer 4a GG ein grundrechtsgleiches Recht dar. Daher kann ihre Verletzung mittels einer Verfassungsbeschwerde vor dem Bundesverfassungsgericht gerügt werden. Gegenüber dem allgemeinen Gleichheitssatz des Art. 3 Absatz 1 GG stellt Art. 33 Absatz 1 GG eine speziellereRegelung dar.
Das in Art. 33 Absatz 1 GG enthaltene Recht steht nach dem Wortlaut der Norm jedem Deutschen zu. Als Deutscher gilt gemäß Art. 116 Absatz 1 GG, wer Inhaber der deutschen Staatsbürgerschaft ist. Ein Ausländer wird daher lediglich durch Art. 3 Absatz 1 GG geschützt. Strittig ist in der Rechtswissenschaft allerdings, ob Art. 33 Absatz 1 GG wegen des unionsrechtlichen Diskriminierungsverbots nach Art. 18 des Vertrags über die Arbeitsweise der Europäischen Union (AEUV) dahingehend ausgelegt werden muss, dass er auch EU-Ausländer schützt.
Die Norm erfasst alle Rechte und Pflichten, die aus der öffentlich-rechtlichen Beziehung zwischen Bürger und Staat folgen. Benachteiligt ein Hoheitsträger eine Person gegenüber einer anderen im Hinblick auf ein Recht oder eine Pflicht aus Gründen der Landeszugehörigkeit, bedarf dies der verfassungsrechtlichen Rechtfertigung.
Art. 33 Absatz 1 GG sieht eine Möglichkeit der Beschränkung seines Gewährleistungsinhalts nicht vor. Allerdings kann dieser durch kollidierendes Verfassungsrecht gerechtfertigt werden. Diese Beschränkungsmöglichkeit beruht darauf, dass sich Verfassungsbestimmungen als gleichrangiges Recht nicht gegenseitig verdrängen, sondern im Fall einer Kollision in ein Verhältnis praktischer Konkordanz gebracht werden. Um kollidierendes Verfassungsrecht handelt es sich beispielsweise bei Art. 36 Absatz 1 GG. Hiernach muss die Besetzung Oberster Bundesbehörden derart erfolgen, dass Beamte aller Länder in einem angemessenen Zahlenverhältnis vertreten sind.
In der Rechtspraxis ist der Anwendungsbereich des Art. 33 Absatz 1 GG gering, da eine Landesstaatsangehörigkeit nur indirekt über das Melderecht existiert und auch im Übrigen kaum nach Landeszugehörigkeit differenziert wird.

## Prinzip der Bestenauslese, Art. 33 Absatz 2 GG
Gemäß Art. 33 Absatz 2 GG hat jeder Deutsche nach seiner Eignung, Befähigung und fachlichen Leistung gleichen Zugang zu jedem öffentlichen Amt. Die Norm räumt demjenigen, der sich auf ein öffentliches Amt bewirbt, einen Anspruch auf Beachtung der genannten Kriterien durch den Dienstherrn ein. Dieser Anspruch ist vor den Fachgerichten durchsetzbar. Zudem handelt es sich wie bei Art. 33 Absatz 1 GG um ein grundrechtsgleiches Recht, dessen Verletzung durch eine Verfassungsbeschwerde gerügt werden kann. Schließlich trägt Art. 33 Absatz 2 GG dem Staat auf, öffentliche Ämter nach dem Leistungsprinzip zu besetzen. Art. 33 Absatz 2 GG verdrängt als lex specialis den allgemeinen Gleichheitssatz des Art. 3 Absatz 1 GG.
Art. 33 Absatz 2 GG verpflichtet Hoheitsträger, bei der Besetzung eines öffentlichen Amts ausschließlich auf Eignung, Befähigung und fachliche Leistung der Bewerber abzustellen. Dies bezeichnet die Rechtswissenschaft als Prinzip der Bestenauslese. Dieses soll sicherstellen, dass öffentliche Ämter durch möglichst fähige Bewerber bekleidet werden.

### Gewährleistungsinhalt
Das Recht aus Art. 33 Absatz 2 GG steht jedem Deutschen zu. Ob sich auch Unionsbürger auf die Norm berufen können, ist wie bei Art. 33 Absatz 1 GG strittig. Personenvereinigungen können keine Träger des grundrechtsgleichen Rechts sein, da es inhaltlich nicht auf diese übertragbar ist.
Als öffentliches Amt gilt jede Tätigkeit bei einem Hoheitsträger, die auf einem öffentlich-rechtlichen Dienst- und Treueverhältnis oder einem privatrechtlichen Arbeitsvertrag beruht. Die Norm erstreckt sich auf die Einstellung eines Bewerbers sowie auf dessen Aufstieg und Beförderung. Weiterhin erfasst Art. 33 Absatz 2 GG auch die Entscheidung über den Entzug eines öffentlichen Amts.
Der Begriff der Befähigung bezieht sich auf Fähigkeiten, die in der Person wurzeln. Dies trifft etwa auf Ausbildung und Erfahrung zu. Zur fachlichen Leistung zählen Kenntnisse, die sich auf das jeweilige Fach beziehen. Unter den Begriff der Eignung fallen schließlich alle übrigen Eigenschaften, die für die Ausübung eines Amts von Bedeutung sind. Welche Eigenschaften hierzu zählen, beurteilt sich maßgeblich nach der Eigenart des jeweiligen Amts. Für zahlreiche Ämter stellt es nach vorherrschender Auffassung in der Rechtswissenschaft eine notwendige Eigenschaft dar, für die Verfassung einzutreten und Distanz zu verfassungsfeindlichen Gruppen zu halten. Im Übrigen dürfen politische Anschauungen lediglich bei politischen Ämtern berücksichtigt werden.
Hinsichtlich der Bewertung von Befähigung, Eignung und fachlicher Leistung des jeweiligen Bewerbers besitzt der Dienstherr einen Beurteilungsspielraum. Daher kann diese Bewertung lediglich in begrenztem Umfang gerichtlich überprüft werden: Das Gericht kann etwa kontrollieren, ob der Dienstherr seine Entscheidung auf zutreffende Tatsachen stützt und ob er den ihm gesetzten rechtlichen Rahmen wahrt. Ob etwa bisherige Arbeitsleistung und Qualifizierung einen Bewerber für ein Amt geeignet erscheinen lassen, ist hingegen eine Frage, die aus tatsächlichen Gründen lediglich der Dienstherr einschätzen kann: Das Gericht ist nicht in der Lage, sich wie der Dienstherr einen Eindruck vom Bewerber zu verschaffen. Daher ist die diesbezügliche Bewertung der gerichtlichen Überprüfung entzogen.
Der Anspruch des Bewerbers aus Art. 33 Absatz 2 GG richtet sich grundsätzlich auf Durchführung eines fehlerfreien Auswahlverfahrens. Ist ein Bewerber erkennbar besser qualifiziert als seine Mitbewerber, kann sich dieses Recht wegen einer Ermessensreduzierung auf null zu einem Anspruch auf Einstellung verdichten. Trifft dies nicht zu, kann der Bewerber im Fall der Fehlerhaftigkeit des Verfahrens lediglich verlangen, dass der Dienstherr ein neues fehlerfreies Verfahren durchführt. Im Gerichtsprozess verfolgt der Bewerber dieses Ziel im Rahmen einer Konkurrentenklage, die meist mit einem verwaltungsgerichtlichen Eilrechtsschutzverfahren nach § 123 Absatz 1 der Verwaltungsgerichtsordnung (VwGO) verknüpft wird. Die Notwendigkeit des Eilrechtsschutzes ergibt sich aus dem Prinzip der Ämterstabilität. Hiernach kann der Rechtsbehelf eines Bewerbers nicht dazu führen, dass die Ernennung eines Konkurrenten rückgängig gemacht wird. Die eigene Ernennung kann der Bewerber daher nur erreichen, indem er die Ernennung eines Konkurrenten verhindert. Innerhalb des Eilverfahrens muss der Bewerber glaubhaft machen, dass das laufende Verfahren fehlerhaft ist. Nicht erforderlich ist hingegen, dass der Bewerber auch glaubhaft macht, er selbst habe gute Aussichten auf Einstellung gehabt. Dies verletzte die Garantie des effektiven Rechtsschutzes aus Art. 19 Absatz 4 GG.
Um das Recht des Art. 33 Absatz 2 GG zu verwirklichen, fordert die Rechtsprechung, dass das Bewerbungsverfahren derart ausgestaltet wird, dass eine Beurteilung lediglich anhand der in der Norm genannten Kriterien erfolgt. So bedarf es im Regelfall der öffentlichen Ausschreibung einer Stelle. In dieser muss der Dienstherr die Anforderungen aufzeigen, die er an die Bewerber stellt. Ferner muss er in angemessenem Umfang Informationen über Eignung, Befähigung und fachliche Leistung erheben, etwa durch das Lesen von Beurteilungen. Entscheidet sich der Dienstherr für einen Bewerber, muss er dies schriftlich begründen. Bricht der Dienstherr das Bewerbungsverfahren ab, muss er hierfür einen tragfähigen Sachgrund angeben.

### Beeinträchtigung
Eine Beeinträchtigung liegt vor, wenn sich ein Hoheitsträger im Anwendungsbereich des Art. 33 Absatz 2 GG durch ein anderes als in der Norm genanntes Kriterium beeinflussten lässt. Kein Eingriff in Art. 33 GG liegt allerdings vor, falls der Dienstherr auf andere Kriterien zurückgreift, weil mehrere Bewerber hinsichtlich fachlicher Leistung, Eignung und Befähigung gleichwertige Qualifikationen aufweisen. In diesem Fall kann beispielsweise eine Bevorzugung aufgrund einer Behinderung oder auf Grund des Geschlechts zulässig sein.
Beeinträchtigt ein Dienstherr die Gewährleistung des Art. 33 Absatz 2 GG, ist dies rechtmäßig, wenn es verfassungsrechtlich gerechtfertigt ist. Wie bei Art. 33 Absatz 1 GG kann dies lediglich auf Basis eines Parlamentsgesetzes zum Schutz kollidierenden Verfassungsrechts erfolgen. Verstößt ein Dienstherr zugunsten eines Bewerbers gegen Art. 33 Absatz 2 GG, können weitere Bewerber nicht verlangen, dass dieser auch zu ihren Gunsten gegen die Bestimmung verstößt. Demnach besteht kein Anspruch auf Gleichbehandlung im Unrecht.

## Verbot der Ungleichbehandlung aus Gründen der Religion oder Weltanschauung, Art. 33 Absatz 3 GG
Gemäß Art. 33 Absatz 3 GG darf ein Hoheitsträger eine Ungleichbehandlung mehrerer im Bereich bürgerlicher und staatsbürgerlicher Rechte sowie des öffentlichen Diensts nicht aus Gründen der Religion oder der Weltanschauung vornehmen. Bei diesem Recht handelt es sich um ein grundrechtsgleiches Gleichheitsrecht, dass Art. 3 Absatz 3 GG verdrängt. Das Verhältnis dieser Bestimmung zur Glaubensfreiheit (Art. 4 GG) ist in der Rechtswissenschaft noch nicht geklärt. Die Verletzung des Art. 33 Absatz 3 GG kann mit einer Verfassungsbeschwerde vor dem Bundesverfassungsgericht gerügt werden.
Auf Art. 33 Absatz 3 GG kann sich jedermann berufen. Das Verbot der Ungleichbehandlung in Bezug auf Religion und Weltanschauung ist gemäß Art. 19 Absatz 3 GG auf Personenvereinigungen anwendbar.
Die Begriffe Religion und Weltanschauung entsprechen inhaltlich denen des Art. 4 GG. Bei einer Religion handelt es sich um eine innere Überzeugung, die auf eine transzendente Macht Bezug nimmt und die der Einzelne als für sich bindend empfindet. Eine Weltanschauung stellt eine vergleichbare Überzeugung dar, die auf transzendente Bezüge verzichtet. Gegen Art. 33 Absatz 3 GG verstößt insbesondere eine unmittelbare Benachteiligung aus Gründen der Religion oder Weltanschauung. Unzulässig ist es beispielsweise, die Vergabe eines Amts an das Leisten einer religiösen Eidesformel zu knüpfen.
Die Gewährleistung des Art. 33 Absatz 3 GG kann durch kollidierendes Verfassungsrecht beschränkt werden. So darf bei der Vergabe von Ämtern in einer konfessionsgebundenen Schule beispielsweise die Konfession der Bewerber berücksichtigt werden. Umstritten ist in der Rechtswissenschaft, ob bei theologischen Fakultäten entsprechend verfahren werden darf.

## Funktionsvorbehalt, Art. 33 Absatz 4 GG
Gemäß Art. 33 Absatz 4 GG erfolgt die Ausübung hoheitlicher Befugnisse in der Regel durch Angehörige des öffentlichen Diensts, die in einem öffentlich-rechtlichen Dienst- und Treueverhältnis stehen. Dies bezeichnet die Rechtswissenschaft als Funktionsvorbehalt des Berufsbeamtentums. Die Norm verpflichtet Hoheitsträger, wesentliche Funktionsbereiche ihrer Tätigkeit mit Beamten zu besetzen und nicht etwa mit Angestellten oder Beliehenen. Bei dieser Bestimmung handelt es sich nach vorherrschender Auffassung in der Rechtswissenschaft ausschließlich um eine staatsorganisationsrechtliche Regelung, aus welcher der einzelne Bürger keine eigene Rechtspositionen herleiten kann.
Der Begriff hoheitliche Befugnisse bezeichnet Regelungsbereiche, die für die Grundrechtsausübung von Bedeutung sind. Dies trifft insbesondere auf die Eingriffsverwaltung zu, zu der etwa die Polizei und die Ordnungsbehörden zählen. Auch die Leistungsverwaltung, in deren Aufgabe etwa die Daseinsvorsorge fällt, beeinflusst die Grundrechtsausübung in vielen Fällen. Daher übt sie regelmäßig hoheitliche Befugnisse aus. Keine hoheitlichen Befugnisse übt der Staat hingegen aus, wenn er im Rechtsverkehr als ein dem Bürger gleichgestelltes Rechtssubjekt auftritt. So verhält es sich etwa im Bereich der Fiskalverwaltung. Ferner üben Lehrer nach Ansicht des Bundesverfassungsgerichts im Regelfall keine hoheitlichen Befugnisse aus.
Art. 33 Absatz 4 GG erlaubt es, hoheitliche Befugnisse im Ausnahmefall durch einen anderen als einen Beamten ausüben zu lassen. Dies erfordert einen tragfähigen Grund, um von der Regel abzuweichen. Tragfähig ist ein Grund, der sich aus den Besonderheiten der jeweiligen Tätigkeit ergibt. Nicht ausreichend ist etwa die Erwägung, die Tätigkeit eines Nichtbeamten sei kostengünstiger. Die Übertragung einer hoheitlichen Aufgabe auf einen Beamten erfordert weiterhin ein hierzu ermächtigendes Gesetz.

## Grundsätze des Berufsbeamtentums, Art. 33 Absatz 5 GG

### Gewährleistungsinhalt
Art. 33 Absatz 5 GG verpflichtet den Gesetzgeber dazu, das Recht des öffentlichen Dienstes unter Berücksichtigung der hergebrachten Grundsätze des Berufsbeamtentums zu regeln und fortzuentwickeln. In systematischer Hinsicht handelt es sich bei der Norm um eine Staatsstrukturbestimmung, die dem Gesetzgeber Bindungen und einen Ausgestaltungsauftrag auferlegt.
Zugleich stellt die Vorschrift ein grundrechtsgleiches Recht des Beamten dar, dessen Verletzung mit der Verfassungsbeschwerde gerügt werden kann. Träger des grundrechtsgleichen Rechts sind Berufsbeamte, Berufssoldaten und Soldaten auf Zeit sowie Berufsrichter und Landesnotare, sofern sie diese Stellung auf Lebenszeit innehaben. Die Ausgestaltung soldatenbesoldungs- und -versorgungsrechtlicher Normen hat sich an den verfassungsrechtlich gewährleisteten Grundsätzen zu orientieren, die für das Berufsbeamtentum strukturprägend sind. Die institutionelle Garantie ist aber auf die Beamten im staatsrechtlichen Sinne beschränkt und umfasst nicht das Berufssoldatentum. Arbeitnehmer im öffentlichen Dienst (Tarifbeschäftigte), deren Beschäftigungsverhältnis auf einem privatrechtlichen Arbeitsvertrag und nicht auf öffentlichem Dienstrecht beruht, werden nicht von Art. 33 Absatz 5 GG erfasst.
Das Bundesverfassungsgericht definiert als Grundsätze des Berufsbeamtentums den „Kernbestand von Strukturprinzipien, die allgemein oder doch ganz überwiegend und während eines längeren, Tradition bildenden Zeitraums, mindestens unter der Reichsverfassung von Weimar, als verbindlich anerkannt und gewahrt worden sind“.

#### Gesetzliche Ausgestaltung des Beamtenverhältnisses
Ein Prinzip des Berufsbeamtentums besagt, dass die Grundlagen des Beamtenverhältnisses durch Gesetz geregelt werden. Dies trifft etwa auf Altersgrenzen und Beihilfeansprüche zu. Lediglich eine Ausnahme stellen hiernach individuelle privatrechtliche Vereinbarungen zwischen Dienstherrn und Beamten dar.

#### Treuepflicht des Beamten
Der Beamte ist gegenüber seinem Dienstherrn zur Treue verpflichtet. Daher hat er sein Amt gemeinwohlorientiert auszuüben und sich politisch möglichst neutral zu verhalten. So enthält § 60 Absatz 2 BBG beispielsweise ein Mäßigungsgebot für Bundesbeamte. Weiterhin muss er seinem Dienstherrn seine gesamte Arbeitskraft zur Verfügung stellen.
Schließlich ist es dem Beamten untersagt, zu streiken, was die Große Kammer des Europäischen Gerichtshofs für Menschenrechte, entgegen anderen Auffassungen,  als vereinbar mit der Garantie der Koalitionsfreiheit durch Art. 11 der Europäischen Menschenrechtskonvention ansieht.

#### Alimentationsprinzip
Weiterhin ist der Staat verpflichtet, seine Beamten angemessen zu alimentieren. Hierzu muss er diese mit Geldmitteln ausstatten, die ihnen und ihren Angehörigen einen angemessenen Lebensstandard ermöglichen. Bezüge werden auch im Fall der Krankheit, der Dienstunfähigkeit sowie nach Ausscheiden aus dem Dienst gewährt. Verstirbt der Beamte, stehen dessen Hinterbliebenen Versorgungsansprüche zu.
Bei der Alimentierung handelt es sich primär nicht um ein Entgelt für eine Arbeitsleistung. Vielmehr stellt es die Gegenleistung dafür dar, dass sich der Beamte dauerhaft in den Dienst des Staats stellt. Die Höhe der zu gewährenden Bezüge richtet sich nach dem Dienstrang und der Verantwortung, die der Beamte in seinem Amt trägt. Im Regelfall ist ein höherer Rang mit höheren Bezügen verbunden. Bei der Festlegung der Bezugshöhe besitzt der Gesetzgeber einen großen Spielraum. Die Gerichte prüfen daher lediglich, ob das notwendige Minimum offensichtlich unterschritten wird.
Mit dem Alimentationsprinzip unvereinbar ist es beispielsweise, den Beamten antragslos lediglich mit Teilzeitarbeit zu beschäftigen, ohne diesem die Möglichkeit einzuräumen, zu einer vollen Beschäftigung zu wechseln.

#### Fürsorgepflichten
Ferner besteht zwischen dem Beamten und seinem Dienstherrn ein besonders enges Fürsorgeverhältnis. Kraft seiner Fürsorgepflicht muss der Dienstherr seinen Beamten schützen und auf dessen Interessen Rücksicht nehmen. Ebenfalls muss er dem Beamten eine angemessene Amtsbezeichnung geben. Weiterhin muss er den Beamten in amtsangemessener Weise beschäftigen.

### Beeinträchtigung
Ein Eingriff in Art. 33 Absatz 5 GG liegt vor, wenn der Gesetzgeber eine beamtenrechtliche Regelung vornimmt, die einen Grundsatz des Berufsbeamtentums außer Acht lässt oder nicht befolgt. In ersterem Fall liegt ein Verstoß gegen Art. 33 Absatz 5 GG vor. Das Nichtbefolgen eines Grundsatzes kann dem gegenüber durch kollidierendes Verfassungsrecht gerechtfertigt werden.